# أسطول الشمس (رواية)
أسطول الشمس رواية عربية صينية من منشورات دار لوسيل ومن تأليف علي بن غانم الهاجري، علم من أعلام علم الصينيات العرب وصاحب العديد من الكتب عن الصين وثقافتها، والذي صدر في عام 2018م مع ترجمته من قبل دار النشر التابعة لجامعة المعلمين بمدينة بكين في عام 2019م. ويعتبر هذا الكتاب أول رواية صينية باللغة العربية؛ حيث حوّل إلى فيلم وثائقي كما ترجم الكتاب إلى لغات منها الأندونيسية والسنهالية.نالت رواية أسطول الشمس إعجاباً كبيراً في الأوساط الأكاديمية وغيرها كما وصفها النقاد بأن إسقاطاتها تصف أحداث دولة قطر الحديثة.

## حبكة
تدور أحداث رواية أسطول الشمس حول رحلات الرحالة الصيني «تشنغ خه»، رائد طريق الحرير البحري، حيث تروي ملحمة وصوله إلى جزيرة العرب، على رأس أسطول صيني عظيم. هناك، التقى بزعماء العرب خاصة قطرومندوبي التجارة، وعمل على توطيد العلاقات والتنسيق بين الأمراء وقادة المدن والدول التي يمر بها طريق الحرير البحري. وبعد أن أرسى دعائم التواصل بين الحضارات، عاد إلى الصين برفقة سفراء تلك الدول، مجتازًا المحطات الكبرى لطريق الحرير البحري، ليشارك في تدشين بناء المدينة المحرمة.

### أحداث الرواية
وصل شمس الدين رفقة الخلاوي والضيغمي إلى «فويرط» والتي كان عمير قد سبقهم إليها ليرتب لاستقبال شمس الدين بما يليق بمكانته. فكانت فويرط كأنها لؤلؤة خرجت من بحرها اللجي لترسو على شاطئ الخليج، تشع نوراً وبهاء يغشى عيون الناظرين. وتجمع أهلها ينتظرون وفد الصين العظيم، وقد غطت الثياب البيضاء أجساد من خرجوا في شرف الاستقبال المهيب، مع ابتسامات الترحاب الصادرة عن قلوب لا تقل بياضاً عن ثيابهم، وبهاءً عن جمال لآلئ فويرط.
يلمح الكاتب إلى أن أحداث الراية تحوم حول مفهوم «الحرب والسلام» بين الشعوب الواحدة والثقافات والمختلفة، ومع ذلك يبتعد الكاتب عن الأسلوب المباشر في تصوير النزاعات والاقتتال، وربما قصد من وراء ذلك التعويل على ذكاء القارئ أو توخي عدم الوقوع في إثارة نعرات أو إشكاليات سياسية خاصة وأنها يتحدث عن أماكن وشعوب وقبائل وأحداث. جمع الكاتب بين السياسة وعلوم الاجتماع أو الانثروبولجي «علوم الأجناس»، ونجح بشكل بارز في توظيف إلمامه العميق بالتاريخ القديم، بحيث قدم شروحات حول العلاقة بين أقاليم الشرق ومناطق في الجزيرة العربية والقرن الأفريقي.
تناولت رواية أسطول الشمس أحداث تاريخية مهمة، من أهمها حصار زبارة (قطر)، تبادل السلطة، تنازل الشريف بركات من زعامة مكة لابنه حسن، الأحداث في الدولة الرسولية، تأسيس حكم أسرة مينغ الحاكمة في الصين، تأسيس السلاطين المسلمة في ماليزيا وأندونيسيا، أواصر علاقات الصين مع الممالك الأخرى، الحروب الصليبية، وحرب المغول والتتار وسقوط الأندلس. كما تطرقت الرواية إلى الحديث عن القبائل وعلم الأنثروبولوجيا والأنساب. استعرضت الرواية على لسان شخصياتها الحديث عن العرب وأصولهم وأحوالهم وأعراقهم في تلك الفترة.

## شخصيات الرواية
تناولت رواية أسطول الشمس شخصيات تاريخية مهمة لعبت أدوارا مختلفة خلال الرواية. ومن أهم هذه الشخصيات:

#### شمس الدين
يعتبر شخصية تشنغ خه (شمس الدين في الرواية) من الشخصيات الرئيسية في الرواية، إذ تمثل أهم الأبطال الموجودة في الرواية. وتشنغ خه قائد بحري صيني اشتهر برحلاتها السبع حول العالم خلال ما يزيد عن سبعة وعشرين سنة سجل في مغامرات تاريخية واكتشافات مبهرة.

#### راشد الخلاوي
الخلاوي شخصية رئيسية في رواية أسطول الشمس. وهي شخصية تاريخية تعتبر رمزا في علم الأنساب العربي، وأحد فحول  شعراء العرب المفوهين. كما يتمتع بمكانة عظيمة بين قومه لفصاحته وحكمته.

#### الضيغمي
من الشخصيات الرئيسية في الرواية الضيغمي، والذي لعب دور رجل عربي مثقف ذو معرفة واسعة بالدين وتاريخ الأمم والحضارات. وظهرت في الرواية ملامح لاعتزازه بالأصالة العربية وطبيعة الحياة في الجزيرة العربية.

#### عرار وعمير
عرار وعمير ابنا الضيغمي، وهما شخصيتان مهمتان في أسطول الشمس. ويعتبران من أبطال الأعمال الأدبية المشهورة مثل ملحمة الضياغم. مثل كل منهما دور الشجاعة والبسالة.

#### عميرة
من الشخصيات التي ورد ذكرها في الرواية شخصية عميرة بنت راشد بن ضيغم شاعرة نبط كبيرة اشتهر شعرها كأول نص لشعر نبطي مكتوب.
ومن الشخصيات التاريخية البارزة التي ورد ذكرها في الرواية شريف بركات أمير مكة، والسلطان أجود بن زامل من الدولة الجبرية، وعبد الله زعيم العفر، وإمام ناصر وغيرهم كثير.

### المناطق المذكورة في الرواية
تناولت رواية أسطول الشمش ذكراً لبعض المدن والمناطق جرت أحداثها في بعضها، ومن بينها: البحرين، وفويرط (قطر)، والقاهرة، وعمان، وجبل العرب، وهرمز، والأحساء، وسومطرة، وسوقطرة، وبخارى، وملقة (ماليزيا حاليا)، وجزيرة سنغافورة، واليمن، وويلز وغيرها من المدن والمناطق. وقد تميزت الرواية بشرح الأحداث في تلك الفترة لكل من هذه الدول، وكيف كانت مربوطة من خلال الأواصر وعلاقة الإنسان بالإنسان.

## استقبال
قد جذب رواية «أسطول الشمس» اهتمام المجتمع القطري، كما حصل على تقادير مثمرة من قبل بعض الوزارات القطرية، وأعربت عدة ديار نشر البارزة في قطر عن رغباتهم في التعاون وعقد الاتفاق للحصول على حقوق النشر. كما تمت ترجمة الكتاب كله إلى اللغة الصينية في عام 2019م، والتي تتوالى نخبة العلما والخبراء والأساتذة المشتركة في أقسام اللغة العربية من قبل جامعة بكين للغات والثقافة وجامعة اللغات الأجنبية في بكين ترجمة الكتاب إلى اللغة الصينية وتدقيقه.
وذكرت جريدة "العرب" بأنه تم إنجاز هذا العمل بالشراكة مع جامعة بكين للثقافة واللغات التي ترجمت الرواية، وجامعة بكين للمعلمين بالتعاون مع دار لوسيل للنشر. أضافت بأن «أسطول الشمس» هي رواية أدبية تاريخية عن الرحالة الصيني الذي وصل إلى أرض العرب في عدة رحلات، وهو مؤسس طريق الحرير البحري، وصولاً لتحالفه مع فويرط، في حبكة أدبية وإسقاطات عن الأوضاع في المنطقة في الوقت الراهن بمنظور أدبي تاريخي روائي.
وفي ضوء هذه الرواية، أقيم التدشين للفيلم الوثائقي (طريق الشمس) في قوانغتشو في عام 2021م تحت الإرشاد من مكتب الإعلام للمقاطعة والإنتاج المشترك من محطة الإذاعة والتلفيزيون والقنصلية العامة لدولة قطر في قوانغتشو. وقد تناول الفلم آثار تاريخية للتواصلات بين الصين والخليج العربي، ويكتشف تأثير رحلات تشينغ خه للمنطقين.

### أقوال عن الرواية
- مما قال بعض النقاد عن الرواية: «أتعجب من كيفية أن التاريخ في هذه المرحلة غامض، محاطًا بالأساطير، ولكننا نجد اليوم بين أيدينا رواية تاريخية بينت لنا العديد من الأحداث في قالب روائي جميل، بلغة رصينة وباستخدام مواقف تاريخية ذكية، واستحضار تاريخ المناطق التي مر بها الأسطول الصيني في تاريخ البشرية، يجول فيها القارئ برفقة هذه الأسطول بين تلك المناطق.»

- وقيل كذلك: «ولعل هذا التزامن بنشر الرواية بالغتها الاصلية العربية في ذات اللحظة التي تنشر فيه مترجمة بالغة الصينية يجعلها جديرتًا بأن تصنف كأول رواية عربية صينية، حيث أن أحداثها وشخصياتها تتوجه نحو القارء العربي والصيني بنفس المقدار تقريبًا، فمن خلال هذه الرواية يقدم الكاتب قراءة للأحداث التاريخية تجعلنا نقول ما أشبه الليلة بالأمس وكذلك ما أشبه المشهد السياسي في الصين بما يجري في أقصى حدود الارض من ارض العرب»

- تقول الدكتورة نانبي باو من جامعة بكين للغة والثقافة: «إن رواية "الطريق المشمس" (عنوان النسخة الصينية للرواية) هي أول رواية عربية تتناول موضوع تشنغ خه، وهي وسيلة مهمة للعالم العربي لفهم تشنغ خه. إن هذا العمل، باعتباره رواية وثائقية تاريخية، محفور ومصقول في الوقت نفسه، ويرجع الفضل في ذلك إلى بساطته الأصلية. فهو لا يحفظ تاريخ رحلات تشنغ خه فحسب، بل يُظهر أيضًا جمال الأعمال الأدبية. إن دمج الأدب والتاريخ يقدم ثقافة تشنغ خه وروح طريق الحرير للقراء العرب بشكل كامل.»[11]

### اقتباسات من الرواية
ذكر الخلاوي في حواره مع شمس الدين واصفا صفة الجزيرة العربية:
| أسطول الشمس (رواية) | فإن بعض حواضر العرب شهدت تقدما مذهلا في البنيان والتشييد كما هو حال اليمن وعمان وبغداد. ولكن حقا نحن أهل الجزيرة شغلتنا فنون الكلام والفصاحة عما سواها من فنون المعمار وهندسة البناء. واكتفينا بتزيين الحجر بما جادت به فصاحة البشر، لذا أحاط العرب بيت الله الحرام بمكة بمعلقات من أفضل ما جادت به قرائح شعرائهم. | أسطول الشمس (رواية) |

### ترجمة إلى لغات أخرى
تمت ترجمة الرواية إلى اللغات العالمية، منها اللغة الصينية من قبل جامعة بكين، واللغة البيبالية من جامعة كاتماندو، واللغة السنهالية من جامعة كوالالمبور، واللغة الأندونيسية، واللغة الهاوساوية من جامعة أحمد بلو زاريا، واللغة اليوروباوية من جامعة ألورن النيجيرية، واللغة الإيبوية من جامعة نسوكا النيجيرية.